# Willa przy al. Lipowej 11 w Podkowie Leśnej
Willa przy al. Lipowej 11 w Podkowie Leśnej – wpisana do rejestru zabytków willa zbudowana w 1931 roku, znajduje się w miejscowości Podkowa Leśna, pod Warszawą.